# STS-104
STS-104 foi uma missão da NASA realizada pelo ônibus espacial Atlantis, lançado em 12 de julho de 2001. A sua principal missão foi a instalação da Quest Joint Airlock, que é uma câmara de compensação de pressões.

## Tripulação
| Posição                  | Astronauta        |
| ------------------------ | ----------------- |
| Comandante               | Steven Lindsey    |
| Piloto                   | Charles Hobaugh   |
| Especialista de missão 1 | Michael Gernhardt |
| Especialista de missão 2 | Janet Kavandi     |
| Especialista de missão 3 | James Reilly      |